# 杨百翰大学电视台
杨百翰大学电视台（英語：BYU TV）是一家美国非商业化电视频道，成立于2000年1月1日，由杨百翰大学所有并运营。杨百翰大学电视台通过地面电视、有线电视和卫星电视等形式覆盖美国，制作了许多原创系列及纪录片，特别是喜剧、历史、生活、音乐和戏剧方面。同时杨百翰大学电视台也会播出一些华特迪士尼公司的真人电影和来自电影公司的经典影片，以及自然纪录片、医务剧、罪案剧和宗教节目；其宗教节目的提供方与杨百翰大学的宗教赞助方一致，均为耶稣基督后期圣徒教会。此外，杨百翰大学电视台体育频道（BYUtv Sports）是杨百翰大学美洲豹队的主要体育转播方，仅在2012年就播出了超过125场的直播赛事。杨百翰大学电视台获得多次艾美奖，并且其原创系列中的部分节目还获得了国家级电视评论家的好评。
杨百翰大学电视台在其官方网站提供流媒体服务，全球观众可以透过该服务收看杨百翰大学电视台的全部原创节目和其他大部分节目。同时杨百翰大学电视台也透过KBYU-TV的数字子频道向盐湖城及由犹他州大部分地区播出高清电视信号。KBYU-TV是美国公共广播电视网位于普若佛的加盟会员台，同时也隶属于杨百翰大学所有。杨百翰大学电视台是杨百翰大学广播事业部门负责运营的几个频道之一，它们还拥有以下频道：面向全球播出的杨百翰大学电视台环球频道（BYUtv Global）和杨百翰大学电台（BYUradio）；以及专注拉丁美洲地区的杨百翰大学国际频道。有许多明星艺人在杨百翰大学电视台出演特别节目，例如：梦龙乐队和霓虹树合唱团曾在《音乐档案》中出演；丽娅·萨隆加、霍华德·琼斯、邓肯·谢科、啷当六便士合唱团等曾在《改变我人生的歌曲（The Song That Changed My Life）》中出演；以及肖恩·布拉德利、钢琴达人、国家伴侣等在《C号演播厅》中出演。此外，史提夫·扬、蒂·德默、吉默·弗雷戴特等主要运动员也在杨百翰大学电视台体育频道的节目中登场。

## 频道历史

杨百翰大学电视台旧版标志
（2010年－2019年使用）